# 上大沢町 (輪島市)
上大沢町（かみおおざわまち）は、石川県輪島市の町名。大沢町とともに間垣（竹を用いた垣根）の集落として知られ、「大沢・上大沢の間垣集落景観」は重要文化的景観に選定されている。

## 地理
能登半島の北部、山並みが日本海に迫る場所にある半農半漁の集落である。輪島市の北西端部に位置している。日本海から強い季節風が吹くことから、「間垣」と呼ばれる竹製の垣根で集落を囲んでいる。
西二又川の河口付近に集落が形成されており、集落には石川県道38号輪島浦上線が通じている。輪島市立鳳至小学校と輪島市立輪島中学校の学区に含まれている。

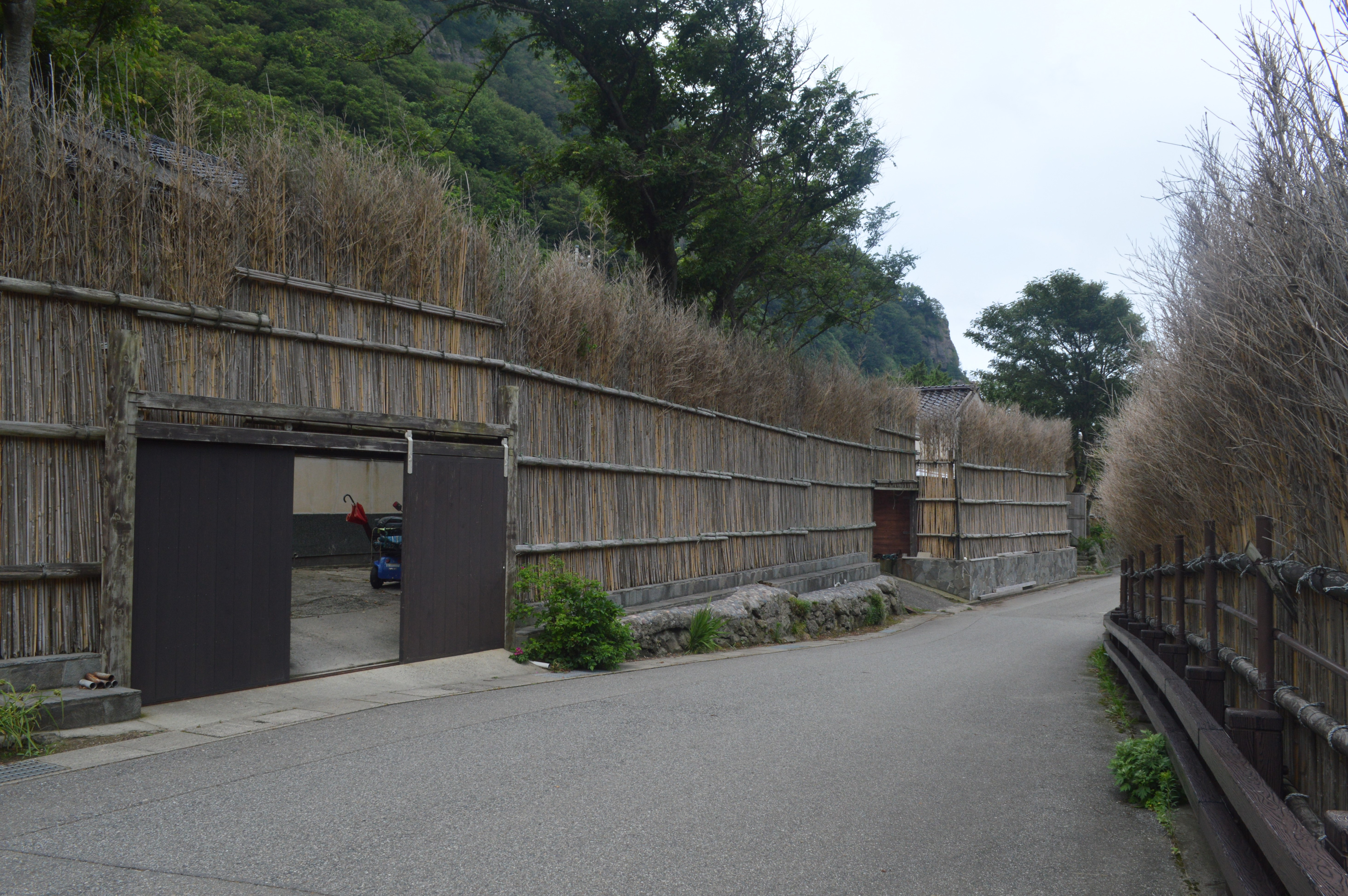
上大沢町の間垣
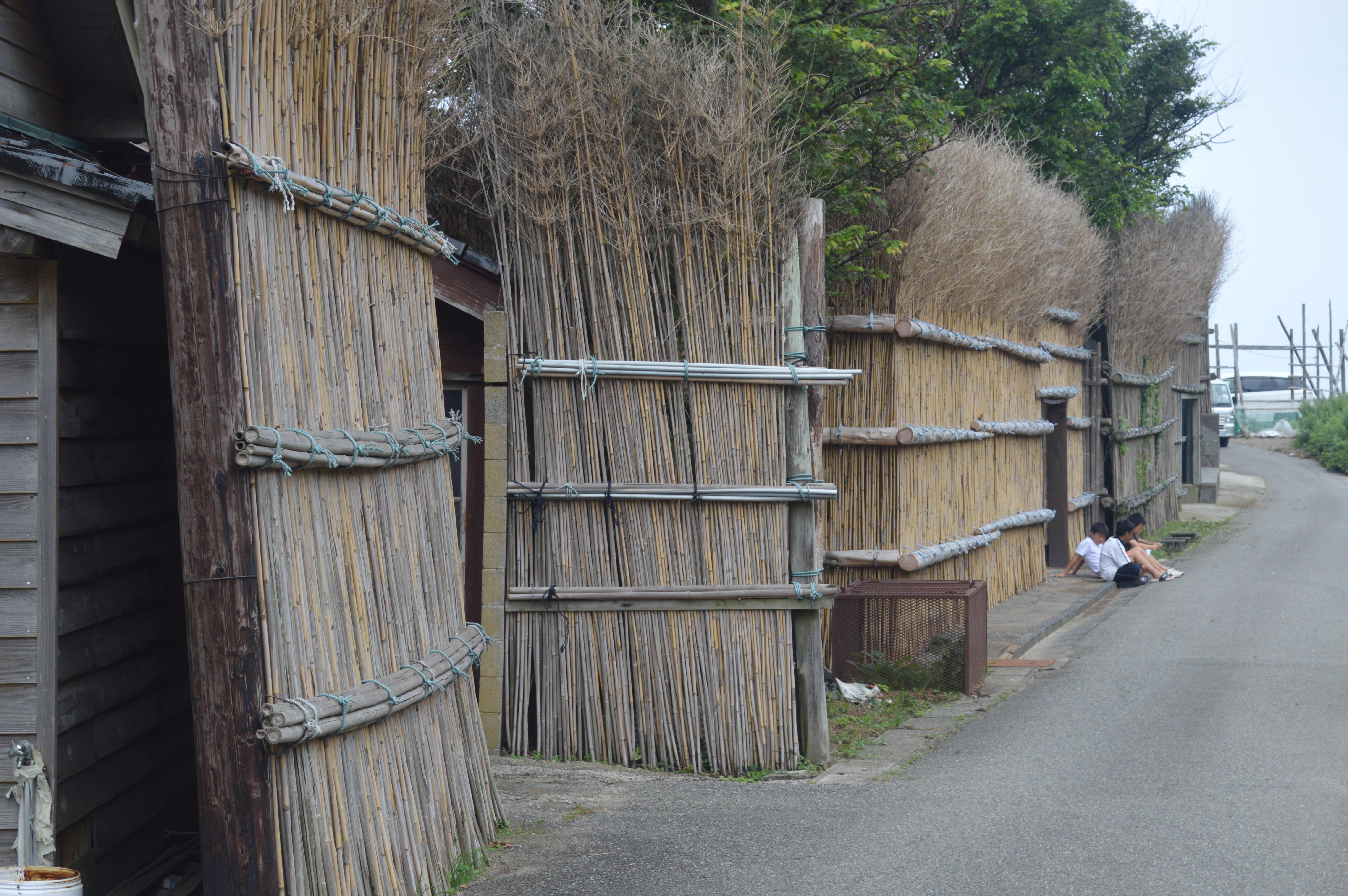
上大沢町の間垣

## 歴史
古くは獺淵（かめぞ）と呼ばれ、今日でも地元では上大沢町と書いて「かめぞまち」とも読まれる。
江戸時代、能登国鳳至郡上大沢村は加賀藩領に含まれていた。1872年（明治5年）には石川県の管轄で落ち着いた。1889年（明治22年）4月1日、町村制の施行によって鳳至郡西保村が発足し、西保村の大字として上大沢が設置された。同年の戸数は21戸、人口は136人だった。1915年（大正4年）には津波で被害を受けた。
1954年（昭和29年）3月31日には合併によって輪島市が発足し、輪島市上大沢町となった。1981年（昭和56年）時点の世帯数は20世帯、人口は91人だった。

## 名所・旧跡

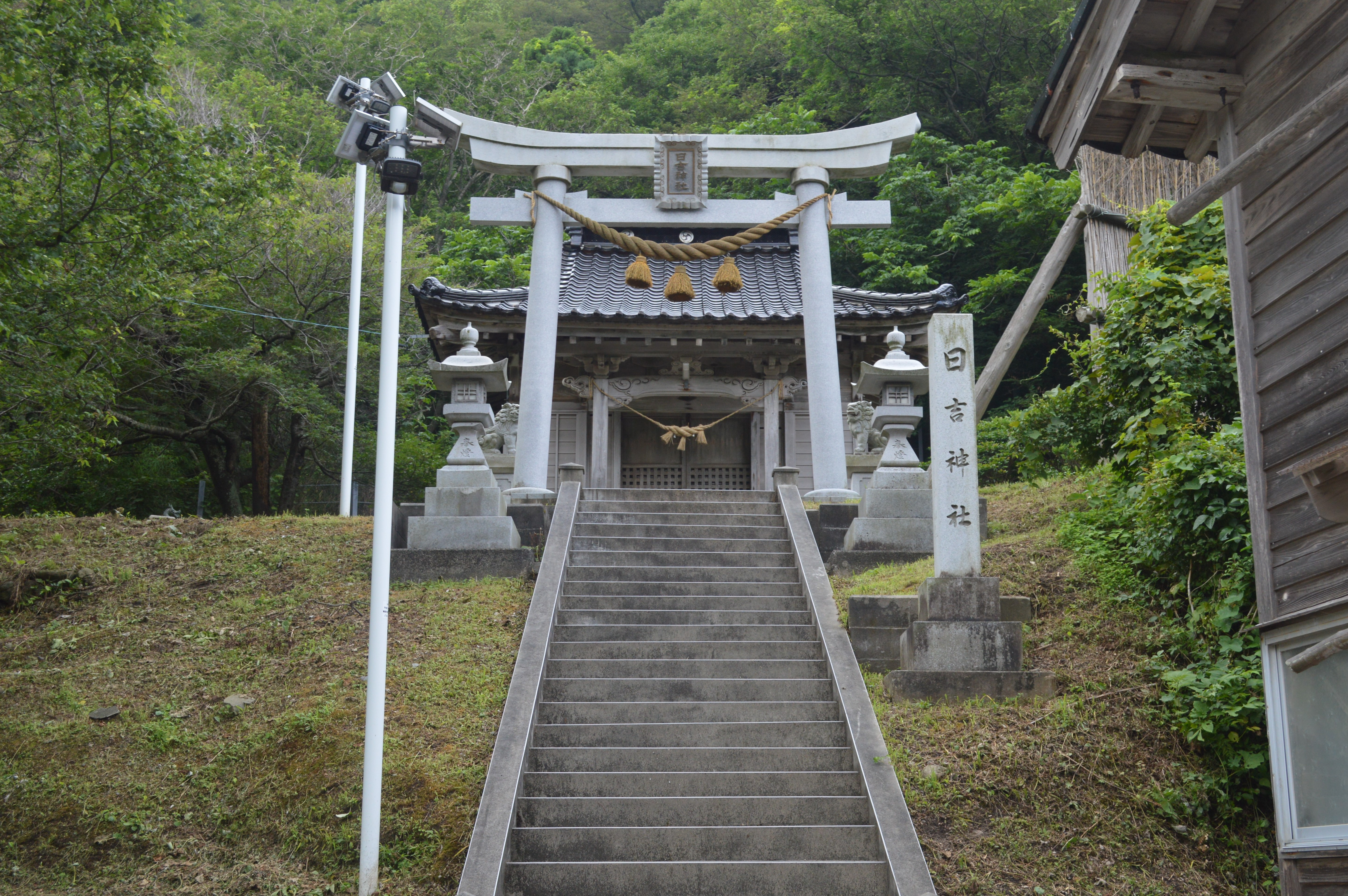
日吉神社

- 大沢・上大沢の間垣集落景観 - 文化財保護法による重要文化的景観[8]。水産庁によって「奥能登の間垣」として未来に残したい漁業漁村の歴史文化財産百選に選定されている。
- 日吉神社